# 八千代テック
八千代テック株式会社は、新潟市西区にある土木建設工事会社。